# Profumi nell'antica Roma

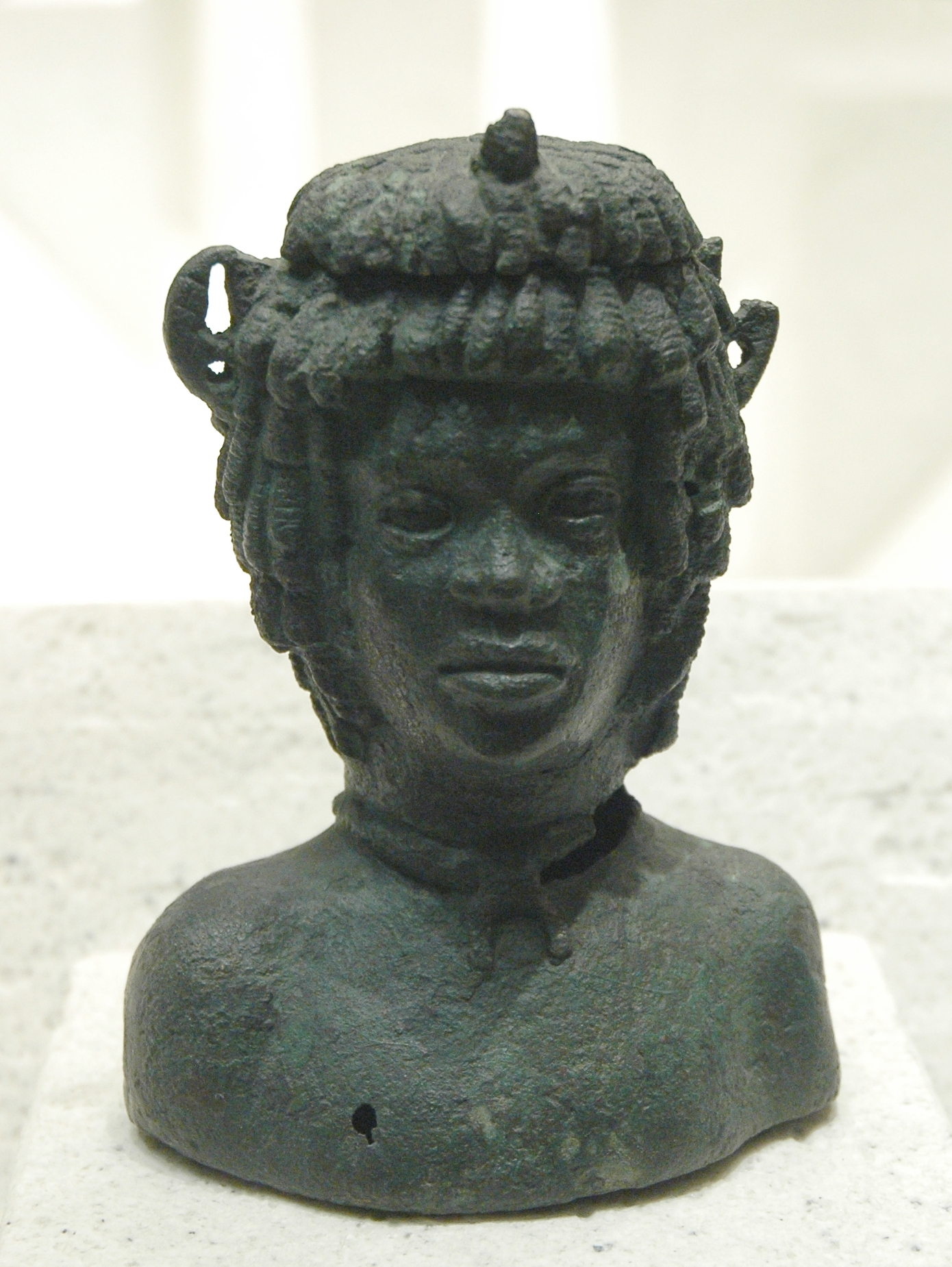
Contenitore romano di profumi del III secolo a.C.

I profumi nell'antica Roma trovavano impiego religioso e cosmetico.

## Storia
L'uso del profumo nell'antica Roma era originariamente riservato alle cerimonie religiose in occasione delle quali si bruciavano (pro fumo) sostanze odorose per onorare gli dei ed entrare con loro in rapporto. Nei luoghi aperti al pubblico si usavano profumi per coprire i cattivi odori: Plinio il Vecchio (23-79 d.C.) racconta come nei teatri venisse spruzzata acqua di rose . I profumi, soprattutto usati per ammorbidire e idratare la pelle, vennero adoperati  come cosmetico verso il II-I secolo a.C quando Roma con la conquista del Mediterraneo entrò in contatto con la cultura greca-orientale.
Da quel periodo i Romani usarono abbondantemente i profumi, considerati uno dei piaceri offerti dalla vita, fino ad esagerarne, come lo stesso imperatore Tiberio osservava deprecando in Senato l'enorme spesa di 100 milioni di sesterzi per l'importazione di essenze odorose.
Un eccesso che non sfuggiva alla satira di Marziale:
che ironizzava anche su chi si riduceva a una maschera con i cosmetici:
Giudizio non dissimile da quello di Marziale veniva espresso da Cicerone nel quale ricorre la stessa espressione: "l' assenza di odori è un buon odore", che probabilmente era un modo di dire corrente:

## La produzione dei profumi
Sulla produzione dei profumi   si interessarono Teofrasto di Ereso (IV secolo a.C.) con l'opera Sugli odori e  Plinio il Vecchio (I secolo d.C.) che nella sua Naturalis historia ci ha lasciato una descrizione dei profumi o meglio degli unguenti poiché all'epoca, essendo ancora sconosciuto l'alcool, introdotto in Europa nell'XII secolo dagli Arabi, i profumi si ottenevano per macerazione delle sostanze odorose e non per distillazione. Con il torchio le essenze aromatiche venivano spremute per ottenere gli oli essenziali che venivano macerati nell’onfacio (un liquido ottenuto dalla spremitura di olive verdi) o nell’agresto (ottenuto dalla spremitura di uva acerba) e poi filtrati per purificarli.
Questo metodo è stato ben raffigurato nella decorazione della casa dei Vettii a Pompei:

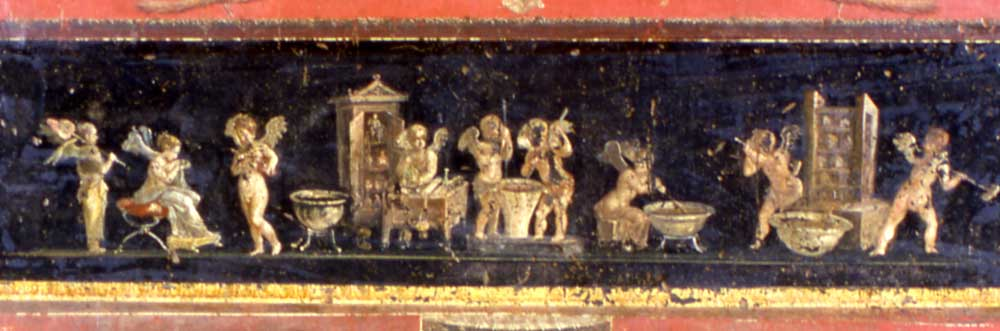
Decorazione della Casa dei Vettii a Pompei

procedendo dalla destra di chi guarda verso sinistra si vedono due putti che pestano delle olive in un torchio mentre alla loro sinistra una ninfa mescola una miscela da macerare contenuta in un pentolone posto su un fuoco. Si vedono poi due putti che mescolano la miscela aggiunta dell'olio di oliva in un grande recipiente e a sinistra un putto, con alle spalle una vetrina piena di contenitori per profumi, con in mano un'ampolla, una bilancia e un rotolo di papiro. Infine una cliente prova sul polso il profumo versatole da un putto mentre un altro glielo spande con una spatola.

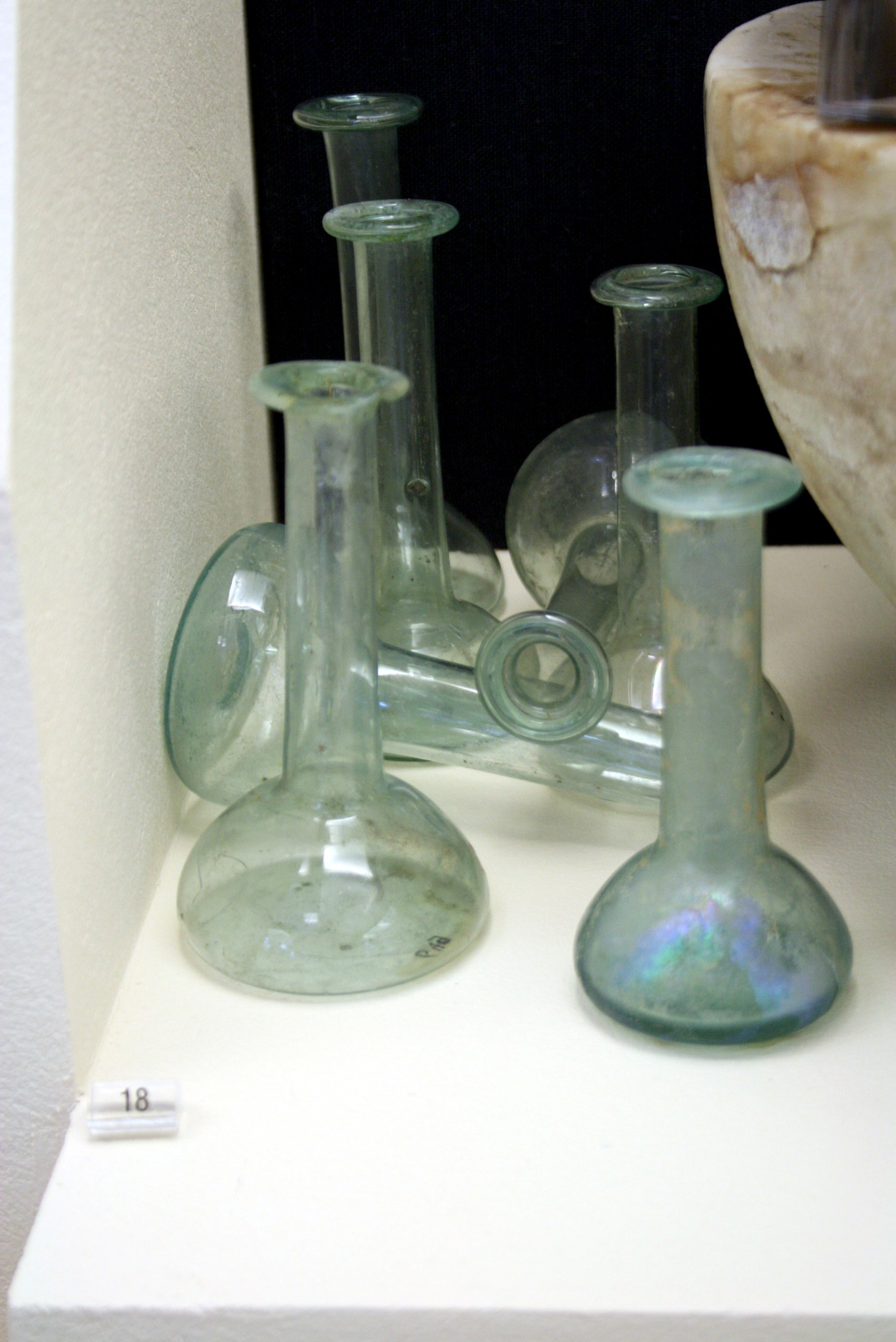
Unguentaria romani in vetro (I-II sec- d.C.)-Museo archeologico del Ceramico (Atene)

## I contenitori
Di solito  arrivavano ad Alessandria d'Egitto i profumi conservati in anfore che poi venivano travasate in contenitori più eleganti per una migliore commercializzazione che si espanse fino all'Etruria e al Medio Oriente. 
Assieme ad Alessandria un importante centro di produzione dei contenitori per i profumi fu anche quello siriano, dove nel I secolo d.C. venne introdotta la tecnica del vetro a soffio, che permise la fattura di nuovi contenitori in vetro diffusi in tutto il bacino del Mediterraneo dai Fenici. La Siria restò una base produttiva primaria fino al V secolo d.C., prima di condividere con altri centri situati su tutto il territorio dell'Impero romano la realizzazione di questi prodotti.
Porta profumi erano gli alabastra egiziani in alabastro, l'aryballo, vasetto di forma sferica d'origine greca, l'oinochoe, una piccola brocca fatta di vari materiali dai più umili all'oro, la pisside, una piccola scatola cilindrica con un coperchio. Dal I secolo a.C. si diffonde la produzione di contenitori in vetro come i balsamari, alcuni a forma di uccello , che erano una specie di fiala che veniva spezzata dalla parte del becco o della coda per far defluire il profumo 